# Công nương Diana (phim)
Công nương Diana (tựa gốc: Diana) là một phim tiểu sử chính kịch năm 2013, do Oliver Hirschbiegel đạo diễn, nói về hai năm cuối đời của Công nương Diana. Kịch bản phim dựa trên cuốn sách của Kate Snell, Diana: Her Last Love, và do Stephen Jeffreys viết kịch bản.